# Parque Lisboa (stanice metra v Madridu)
Parque Lisboa (plným názvem španělsky Estación de Parque Lisboa; doslovně přeloženo jako „Lisabonský park“) je stanice metra v Madridu, která se nachází v jižní aglomeraci města. Stanice má výstup do ulice Avenida de Leganés ve městě Alcorcón.
Jedná se o stanici linky metra 12.
Stanice vznikla v rámci výstavby linky 12 a byla otevřena 11. dubna 2003 zároveň s celou linkou. Stanice se nachází v tarifní zóně B1.

## Fotogalerie

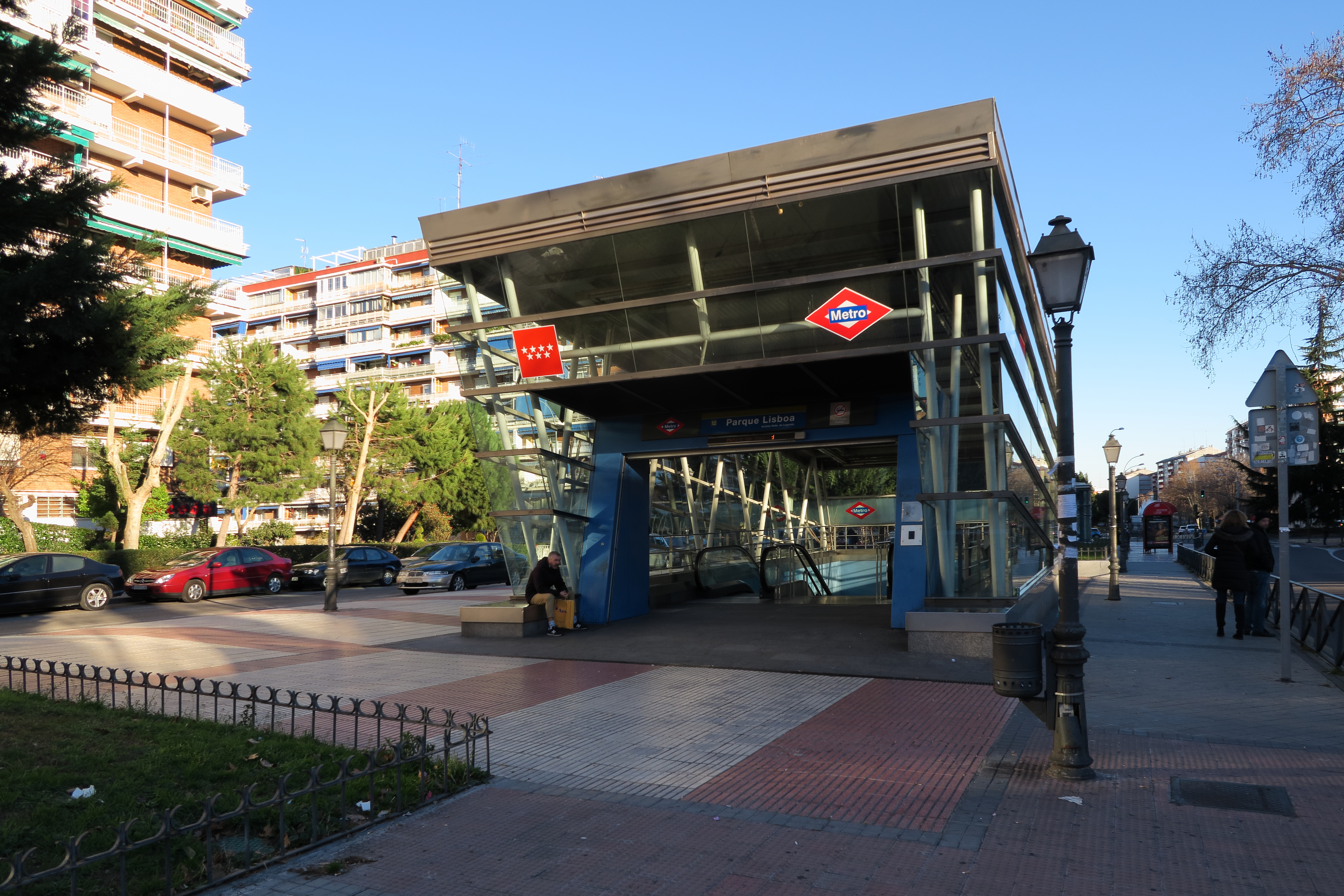
Vstup do stanice